# 興部警察署
興部警察署（おこっぺけいさつしょ）は、北海道警察北見方面本部が管轄する警察署の一つである。

## 沿革
- 1906年　網走警察署紋別分署興部巡査駐在所として発足
- 1921年　紋別警察署興部分署に昇格
- 1926年　興部警察署となる
- 1948年　警察法施行に伴い、国家地方警察興部地区警察署となる
- 1954年　警察法の改正により北海道警察が発足。北見方面興部警察署と改称される
- 2024年　北海道警察が「2026年度に小規模の警察署を統合する方針である」と発表。そのうち興部警察署は紋別警察署に統合される予定[1]。

## 組織
- 署長（警視）
- 副署長兼警務課長（警部）
  - 警務課（警務係、犯罪被害者支援係、相談係、管理係）
- 会計係
- 刑事・生活安全課（生活安全係、刑事係）
- 地域係
- 交通係
- 警備係

## 駐在所
括弧内は所在地を表す。

### 興部町
- 沙留駐在所（紋別郡興部町字沙留112-1）

### 雄武町
- 雄武駐在所（紋別郡雄武町字雄武1022）
- 幌内駐在所（紋別郡雄武町字幌内206）

### 西興部村
- 西興部駐在所（紋別郡西興部村字西興部60）
- 上興部駐在所（紋別郡西興部村字上興部47-1）